# Centaurea cordubensis
Centaurea cordubensis es una especie de planta perenne de la familia  de las asteráceas. 

## Descripción
Es una planta perenne, escábrida. Tiene los tallos de 15-70 cm de altura, erectos, generalmente muy ramificados desde la base. Las hojas inferiores de lobadas a pinnatífidas; las más superiores linear-lanceoladas, enteras o pinnatífidas. Capítulos sentados o ligeramente pedunculados, dispuestos en una panícula semicorimbosa. Involucro de 11-12 x 5-6 mm, atenuado en la base. Brácteas involucrales externas y medias ovado-lanceoladas, con 3-4 nervios más o menos prominentes, escábridas; apéndice decurrente, triangular, fimbriado, espinuloso-escábrido, con espina terminal de (2,5-) 3-4 mm, erecta o erecto-patente y con 5-6 (-7) pares de setas espinulosas laterales de 1,5-2 mm. Flores rosadas o amarillas; las más externas estériles; las internas hermafroditas, con tubo de 5-6 mm y limbo de 7-7,5 mm. Aquenios de 2,5- 2,8 x 1,2- I ,3 mm, ovoideos, ligeramente vilosos, amarillo-pajizos; hilo cárpico subbasal, plano. Vilano de 1,7-2,5 mm, blanco. Florece de junio a julio.

## Distribución y hábitat
Se encuentra en taludes generalmente margosos. Se distribuye por la Sierra Norte en el sudoeste  de la península ibérica (Provincia Luso-Extremadurense, Sector Mariánico-Monchiquense).

## Taxonomía
Centaurea cordubensis fue descrita por Pius Font i Quer y publicado en Collect. Bot. (Barcelona) i. 310 (1947).
Etimología
Centaurea: nombre genérico que procede del Griego kentauros, hombres-caballos que conocían las propiedades de las plantas medicinales.
cordubensis: epíteto geográfico que alude a su localización en Córdoba. 

## Nombres comunes
- Castellano: escoba amarga, escoba amargosa.[3]